# Soriano nel Cimino
Soriano nel Cimino est une commune italienne d'environ 8 170 habitants, située dans la province de Viterbe, dans la région Latium, en Italie centrale.

## Administration
| Période                                  | Période     | Identité           | Étiquette       | Qualité |
| ---------------------------------------- | ----------- | ------------------ | --------------- | ------- |
| 12 mai 2001                              | 30 mai 2006 | Domenico Tarantino |                 |         |
| 30 mai 2006                              | En cours    | Domenico Tarantino | Centro-Sinistra |         |
| Les données manquantes sont à compléter. |             |                    |                 |         |

### Hameaux
San Eutizio, Chia

### Communes limitrophes
Bassano in Teverina, Bomarzo, Canepina, Vallerano, Vasanello, Vignanello, Viterbe, Vitorchiano.

### Évolution démographique
Habitants recensés

## Personnalités
- Nicolas III (vers 1210/1220 - 1280), pape, y est décédé

## Galerie de photos

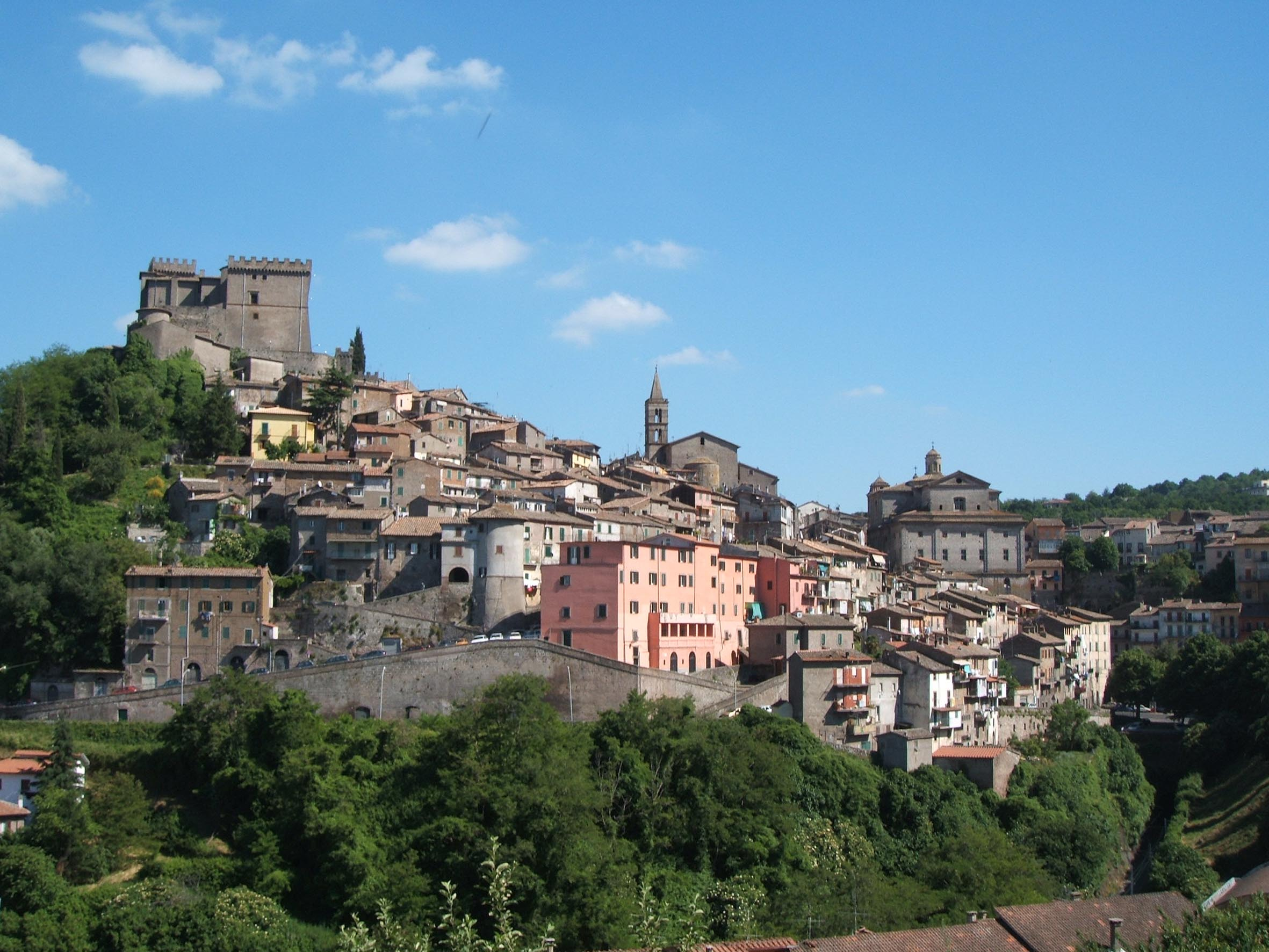
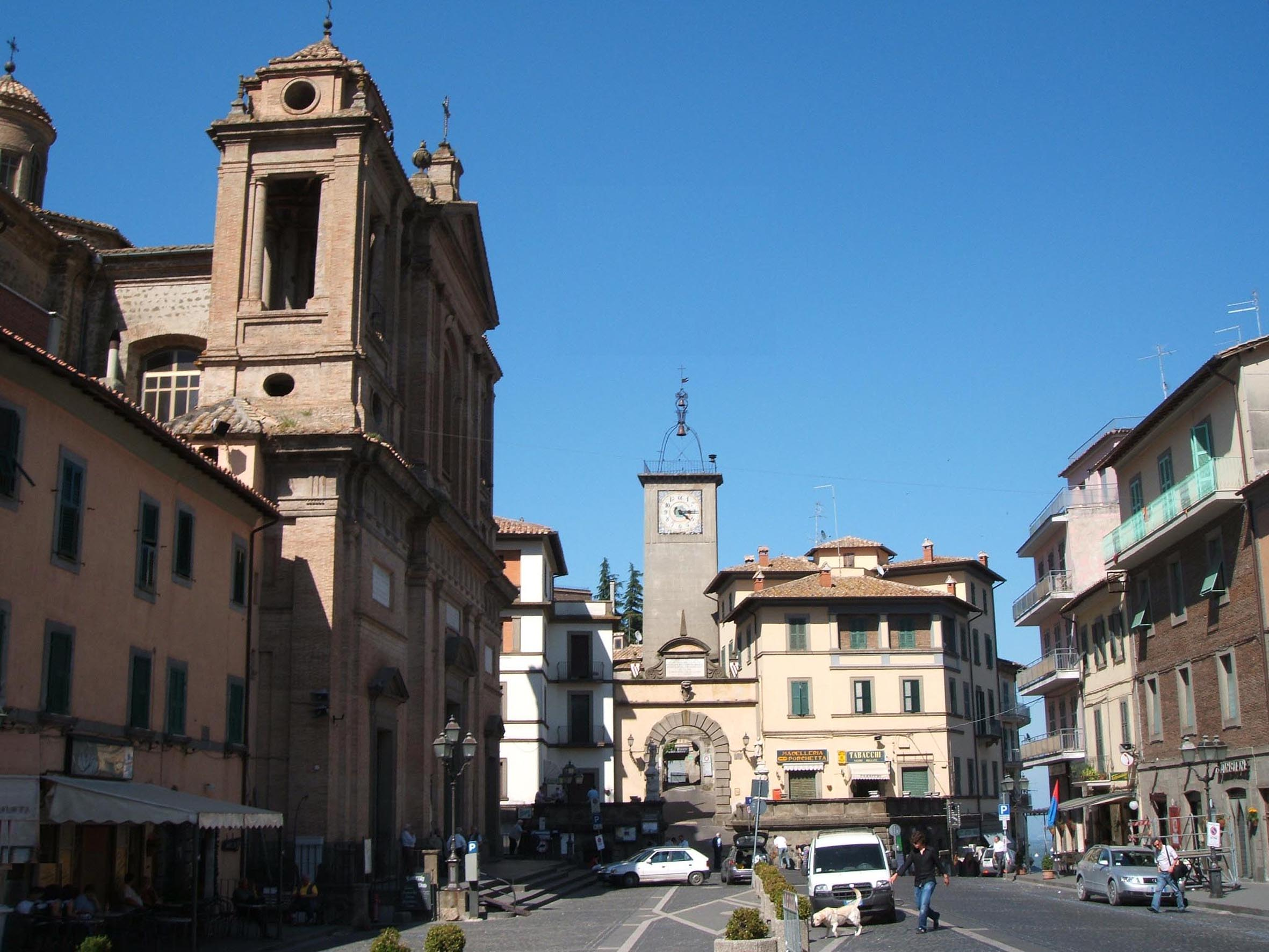
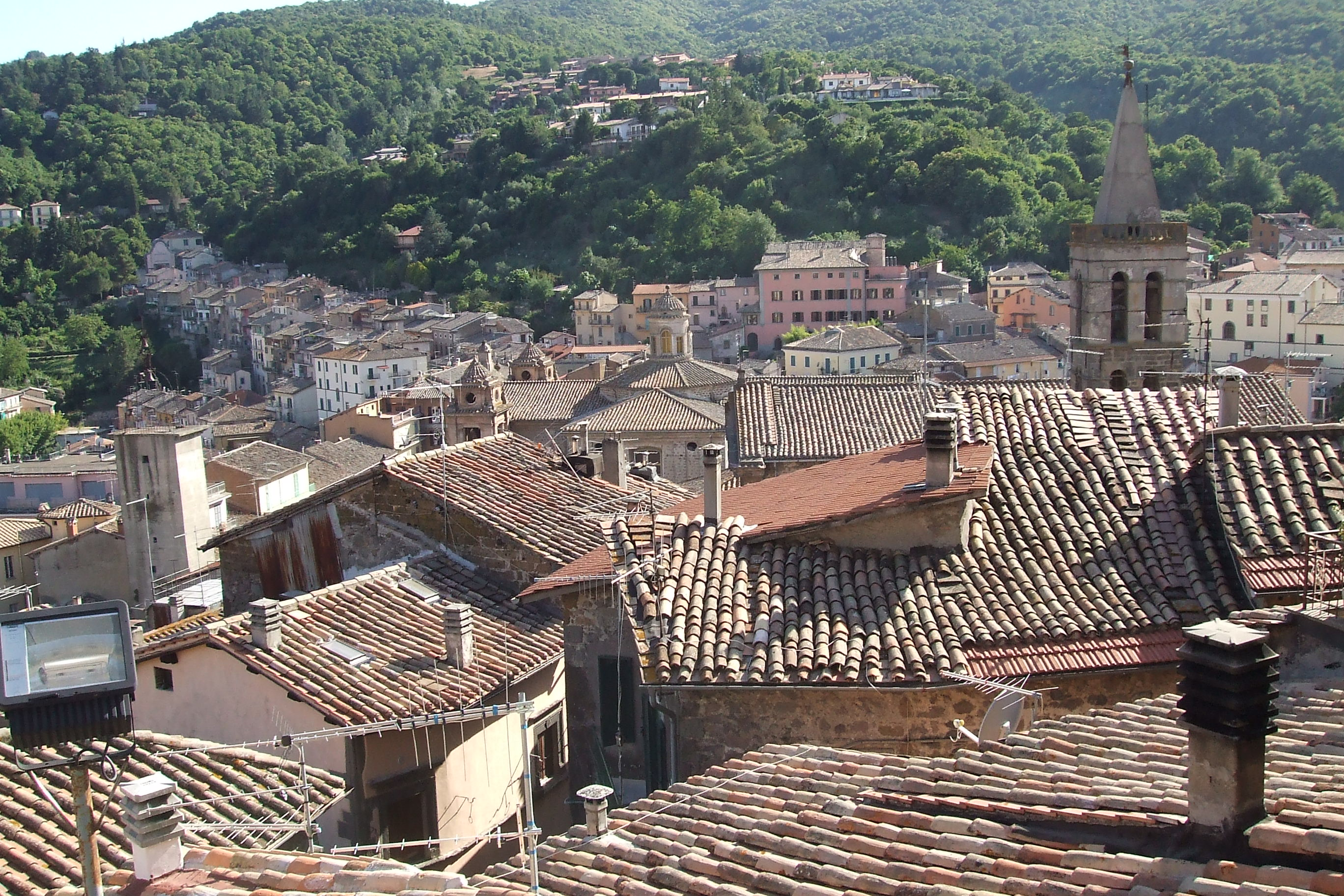
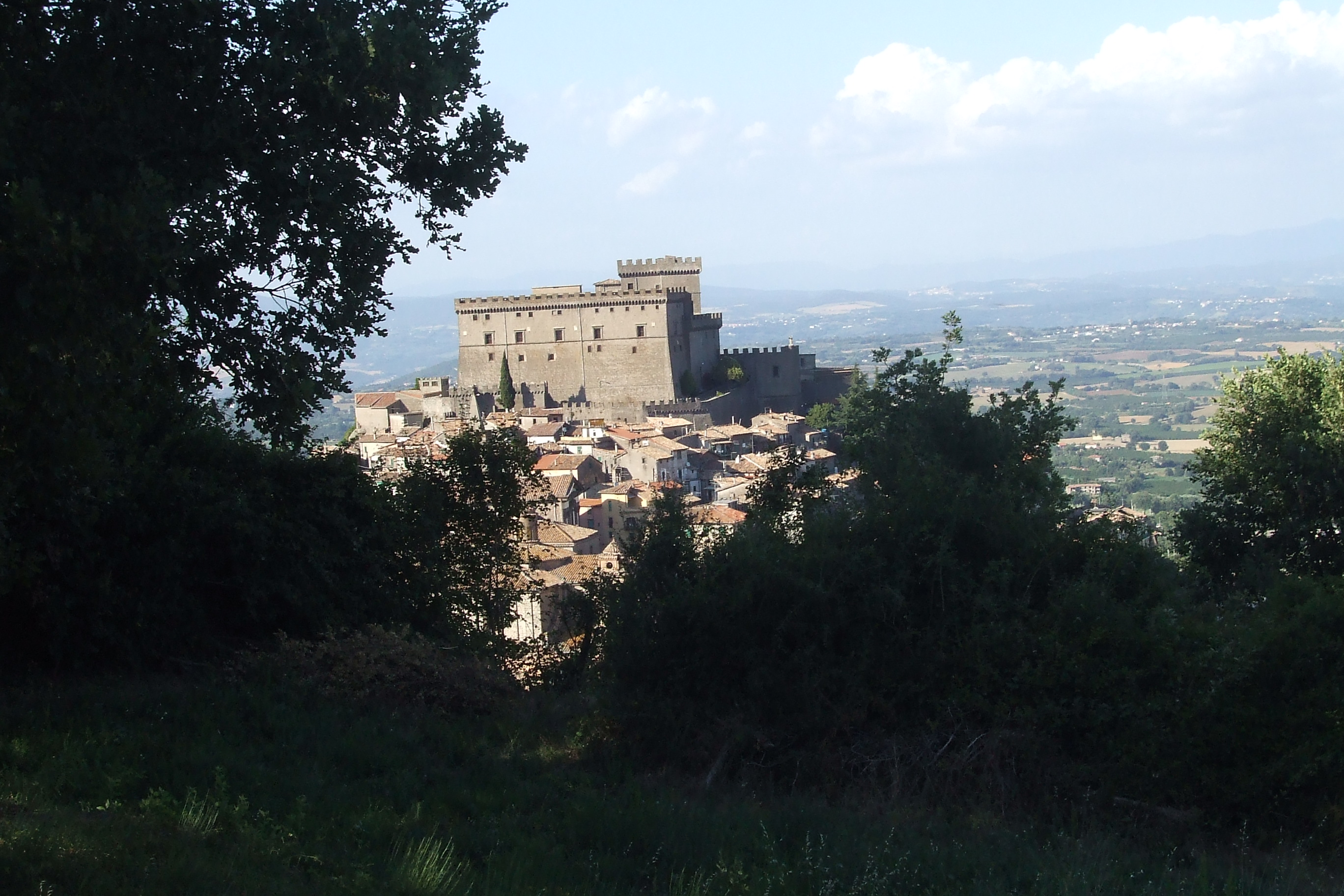